# Gabriel Denis
Pour les articles homonymes, voir Denis.
Gabriel Denis, né le 23 novembre 1853 à Cognac (Charente) et mort le 30 octobre 1903 à Sablonceaux, est un homme politique français.

## Biographie
Propriétaire viticulteur au domaine de la Chauvillière et négociant, il est conseiller municipal de Sablonceaux en 1892 et conseiller général du Canton de Saujon en 1895. Il est député de la Charente-Maritime de 1898 à 1903, n'étant inscrit à aucun groupe malgré son élection avec l'étiquette de l'Union progressiste.

## Sources
- « Gabriel Denis », dans le Dictionnaire des parlementaires français (1889-1940), sous la direction de Jean Jolly, PUF, 1960 [détail de l’édition]